# Диц
Диц (на немски: Diez an der Lahn) е курортен град в Рейнланд-Пфалц, Германия с 10 688 жители (към 31 декември 2013). Намира се на река Лан и до устието на река Аар в река Лан.
Градът е резиденция на Графство Диц и на линията на графовете от Насау-Диц.
Град Диц получава през 1329 г. от Лудвиг Баварски права на град.